# Pablo Escobar, el patrón del mal
Pablo Escobar, el patrón del mal es una serie de televisión colombiana de drama producida y emitida por Caracol Televisión en el 2012 y distribuida por Caracol Internacional. La serie se inspira en el libro La parábola de Pablo, del periodista y exalcalde de Medellín Alonso Salazar, basada en varios documentos periodísticos y testimonios reales.
Es estelarizada por Andrés Parra quien interpreta a Pablo Escobar, Angie Cepeda quien interpreta a Regina Parejo, Nicolás Montero que interpreta al asesinado caudillo liberal Luis Carlos Galán, Ernesto Benjumea quien hace las veces del asesinado Ministro de Justicia Rodrigo Lara Bonilla, Diana Hoyos quien interpreta a Nancy Restrepo de Lara, Juan Carlos Arango quien interpreta a Gonzalo Rodríguez Gacha y Christian Tappan como Gustavo Gaviria, primo de Pablo Escobar y Joavany Álvarez como Jorge Luis Ochoa Vasquez jefe del clan de los hermanos Ochoa primordial socio de Escobar.
La banda sonora se llama «La Última Bala» que es interpretada y compuesta por Yuri Buenaventura.
Esta serie fue la apuesta más ambiciosa de Caracol Televisión para 2012 ya que contaba con más de 1300 actores, grabada 100% en exteriores en más de 500 locaciones de Colombia y Miami, Estados Unidos.

Está disponible sólo en español. Hay disponible una versión doblada al inglés, así como una versión doblada al hindi en la aplicación ZEE5. También se emitió en doblaje árabe en Lana TV. También está disponible en versión doblada al turco en Netflix.
Se estrenó el 28 de mayo de 2012 en un horario de las 9:00 p. m., con un índice de audiencia de 26,9 puntos y logrando, al finalizar el primer capítulo un pico de 79%, en total logró el 62,7% de cuota de audiencia promedio, lo que le convirtió en el estreno más visto en la historia de la televisión colombiana.
El capítulo final se emitió el 19 de noviembre de 2012 con un índice de audiencia de 17,0 puntos y 46,2% de cuota de audiencia. Su promedio final en índice de audiencia fue de 16,0 puntos, siendo así, una de las series más vistas en la historia de la televisión colombiana. Cada día de rodaje de esta serie tuvo un costo alrededor de 300 millones de pesos (US$164,000).

## Sinopsis
Basada en documentos periodísticos y de testimonios de personas cercanas, esta serie retrata la vida de Pablo Escobar.
La historia comienza con el operativo que dio muerte a Pablo Escobar y los asesinatos de sus víctimas más destacadas, con escenas reales. Cuenta con sus orígenes como hijo de un campesino y una profesora de un pueblo cercano a Medellín (Envigado); se ve a un Pablo Escobar niño al comienzo frágil y con miedo, pero que luego de experimentar su primera cercanía a la muerte desde los tiempos de La Violencia, desarrolla su faceta pícara bajo la tutela de una matrona antioqueña. Se muestra cómo, a medida que va creciendo, Escobar se va haciendo cada vez más ambicioso sin importar lo que le cueste. Pasando por sus inicios como delincuente que robaba lápidas y se dedicaba al contrabando, y finalmente, envolviéndose en el mundo del narcotráfico, donde empieza la historia del criminal más poderoso de la historia de Colombia, convirtiéndose también en terrorista y uno de los hombres más buscados del mundo.

## Reparto

### Familia de Pablo Escobar
| Actor                  | Personaje ficticio                                  | Personaje real                         |
| ---------------------- | --------------------------------------------------- | -------------------------------------- |
| Andrés Parra           | Pablo Escobar                                       | Pablo Escobar                          |
| Mauricio Mejía         | Pablo Escobar (joven)                               | Pablo Escobar                          |
| Hernán Mauricio Ocampo | Pablo Escobar (niño)                                | Pablo Escobar                          |
| Cecilia Navia          | Patricia Urrea Quintero de Escobar                  | Victoria Eugenia Henao                 |
| Eileen Moreno          | Patricia Urrea Quintero (joven)                     | Victoria Eugenia Henao                 |
| Christian Tappan       | Gonzalo Gaviria Rivero                              | Gustavo Gaviria Rivero                 |
| Juan Sebastián Calero  | Gonzalo Gaviria (joven)                             | Gustavo Gaviria Rivero                 |
| Samuel Muñoz           | Gonzalo Gaviria (niño)                              | Gustavo Gaviria Rivero                 |
| Vicky Hernández        | Enelia Gaviria de Escobar                           | Hermilda de los Dolores Gaviria Berrío |
| Linda Lucía Callejas   | Enelia Gaviria (joven)                              | Hermilda de los Dolores Gaviria Berrío |
| Hernán Méndez          | Fidel Escobar                                       | Abel de Jesús Escobar Echeverri        |
| Rodolfo Silva          | Alberto Escobar Gaviria, alias «El Peluche»         | Roberto Escobar Gaviria                |
| Sebastián Mogollón     | Alberto Escobar Gaviria, alias «El Peluche» (joven) | Roberto Escobar Gaviria                |
| Tommy Vásquez          | Fabio Urrea Quintero                                | Mario Henao Vallejo                    |
| Jorge Armando Soto     | Fabio Urrea Quintero (joven)                        | Mario Henao Vallejo                    |
| Sara Pinzón            | Daniela Escobar Urrea                               | Manuela Escobar Henao                  |
| John Mirque            | Emilio Escobar Urrea                                | Juan Pablo Escobar                     |
| Claudia Rocío Mora     | Maria Jose Escobar                                  | Alba Marina Escobar                    |
| Francisco Bolívar      | Jerson Escobar                                      | Luis Fernando Escobar                  |

### Integrantes del Cartel de Medellín
| Actor                  | Personaje ficticio                  | Personaje real                             |
| ---------------------- | ----------------------------------- | ------------------------------------------ |
| Juan Carlos Arango     | Gustavo Ramírez Rocha «El Mariachi» | José Gonzalo Rodríguez Gacha «El mexicano» |
| Alejandro Martínez     | Marcos Herber                       | Carlos Lehder                              |
| Joavany Álvarez        | Pedro Motoa                         | Jorge Luis Ochoa Vásquez                   |
| Aldemar Correa         | Julio Motoa                         | Fabio Ochoa Vásquez                        |
| Alejandro Gutiérrez    | Germán Motoa                        | Juan David Ochoa Vásquez                   |
| Andrea Gómez           | Irma Motoa                          | Martha Nieves Ochoa                        |
| Carlos Benjumea        | Julio Motoa Restrepo                | Fabio Ochoa Restrepo                       |
| David Noreña           | Lucio Moreno                        | Carlos Castaño Gil                         |
| Weimar Delgado         | Miguel Moreno                       | Fidel Castaño                              |
| Andrés Restrepo        | Hernando Arellano                   | Fernando Galeano                           |
| Luis Ariel Martínez    | Enrique Ramada                      | Gerardo Moncada                            |
| Andrés Felipe Martínez | Falcao Lopera                       | Diego Londoño White                        |
| Carlos Hurtado         | Crisanto Pérez                      | Evaristo Porras                            |
| Héctor García          | Guido Patarroyo                     | Guido Parra Montoya                        |
| Luces Velásquez        | Graciela Rojas                      | Griselda Blanco                            |
| César Mora             | Alfredo Gutiérrez «El Alguacil»     | Alfredo Gómez López «Don Capone»           |
| Rafael Lahera          | Jorge Velasco «El Náufrago»         | Jorge Velásquez «El navegante»             |
| Brian Moreno           | Federico Ramírez                    | Fredy Rodríguez, hijo del mexicano         |
| Sebastián Sánchez      | Harry Beal «El Piloto»              | Barry Seal                                 |

### Sicarios relevantes
| Actor                | Personaje ficticio                       | Personaje real                                                                         |
| -------------------- | ---------------------------------------- | -------------------------------------------------------------------------------------- |
| Anderson Ballesteros | John Mario Ortiz «Chili»                 | John Jairo Arias Tascón, alias «Pinina»                                                |
| Andrés Felipe Torres | Dagoberto Ruíz «El Topo»                 | Mario Alberto Castaño Molina, alias «El Chopo»                                         |
| Carlos Mariño        | Yeison Taborda «Marino»                  | John Jairo Velásquez, alias «Popeye»                                                   |
| John Alex Castillo   | Caín Muñoz Mosquera, alias «Caín»        | Brances Alexander Muñoz Mosquera, alias «Tyson»                                        |
| Manuel Viveros       | Daniel Muñoz Mosquera, alias «Quico»     | Dandenys Muñoz Mosquera, alias «La Quica»                                              |
| Emerson Yáñez        | Jorge Elí Pabón                          | Jorge Elí Pabón, alias «El Negro Pabón»                                                |
| Julio Cesar Acevedo  | Carlos Luis Arguelles, alias «El Costra» | Juan Carlos Aguilar Gallego, alias «El Mugre»                                          |
| Andrés Soleibe       | John Rivero Acosta, alias «El Buitre»    | - Johnny Rivera Acosta, alias «El Palomo»; - Sergio Alfonso Ramírez, alias «El Pájaro» |
| Julián Caicedo       | Alias «El Candonga»                      | Carlos Mario Alzate, alias «El Arete»                                                  |
| Marcela Vargas       | Mireya Ortíz                             |                                                                                        |
| Rodrigo Celis        | Alias «Don Poncho»                       | David Ricardo Prisco, alias «Don Pacho»                                                |
| Jorge Monterrosa     | Félix "El Suizo"                         | Alberto Prieto, alias «El Suizo»                                                       |
| Nelson Camayo        | Jorge (Sicario)                          | Alias "Rollo" (Sicario que fue asesinado por Carlos Lehder).                           |

### Cartel de Cali y grupo Perseguidos por Pablo Escobar (PEPES)
| Actor                      | Personaje ficticio                        | Personaje real                             |
| -------------------------- | ----------------------------------------- | ------------------------------------------ |
| Andrés Echavarría Valencia | Hugo Hernán Valencia                      | Hugo Hernán Valencia                       |
| Andrés Restrepo            | Hernando Arellano                         | Fernando Galeano                           |
| Beto Arango                | Libardo Aldana Morón, alias «Don Libardo» | Diego Fernando Murillo, alias «Don Berna»  |
| Daniel Rocha               | Gerardo Carrera Buitrago                  | Hélmer Herrera Buitrago                    |
| David Noreña               | Lucio Moreno                              | Carlos Castaño Gil                         |
| Fernando Arango            | Mauricio Restrepo alias «Miki Restrepo»   | Luis Enrique Ramírez, alias «Miki Ramírez» |
| Harold De Vasten           | Gildardo González Orjuela                 | Gilberto Rodríguez Orejuela                |
| Hermes Camelo              | José Santacruz Londoño                    | José Santacruz Londoño                     |
| Luis Ariel Martínez        | Enrique Ramada                            | Gerardo Moncada                            |
| Ricardo Vesga              | Evencio Díaz Rocha                        | Jaime Rueda Rocha                          |
| Ricardo Vélez              | Manuel González Orjuela                   | Miguel Rodríguez Orejuela                  |
| Weimar Delgado             | Miguel Moreno                             | Fidel Castaño Gil                          |
| Andrés Castañeda           | Freddy Perea                              | Henry Pérez                                |

### Miembros de las fuerzas armadas, jueces y sus familiares
| Actor                 | Personaje ficticio                 | Personaje real                     |
| --------------------- | ---------------------------------- | ---------------------------------- |
| Carmenza Cossio       | Jueza Magdalena Espinosa           | Jueza Mariela Espinosa Arango      |
| Gastón Velandia       | Mayor Gregorio Aristides           | Coronel Gregorio Sepúlveda         |
| Julio Pachón          | Coronel Jairo Jiménez Gómez        | Coronel Jaime Ramírez Gómez        |
| Carlos Kajú           | Gonzalo Jiménez (hijo del coronel) | Javier Ramírez                     |
| Iván López            | Teniente Martín Pabón Bolívar      | Mayor Hugo Martínez Bolívar Jr.    |
| Iván Rodríguez        | Coronel Hernando Navas Rivas       | Coronel Hernando Navas Rubio       |
| Jimmy Vásquez         | Coronel Martín Pabón               | General Hugo Martínez Poveda       |
| Andrea Martinez       | Teniente Carolina Ruiz             | Teniente Carolina Ramírez          |
| Jorge Herrera         | Gonzalo Zuluaga Serna              | Gustavo Zuluaga Serna              |
| Juan Pablo Franco     | General Muriel Peraza              | General Miguel Maza Márquez        |
| Julio Correal         | Tomás Pereira                      | Jacobo Torregrosa                  |
| Leonardo Acosta       | General Manuel Ulloa               | General Miguel Gómez Padilla       |
| Luis Fernando Montoya | Coronel Ramiro Becerra             | Coronel Danilo González            |
| Luis Fernando Múnera  | Coronel Pedregal                   | Coronel Flavio Acosta              |
| Mario Ruiz            | Mayor Hugo Aguirre                 | Coronel Hugo Aguilar               |
| Margarita Durán       | Leonor Cruz de Quintana            | Leonor Cruz de Franklín            |
| Mauricio Figueroa     | Coronel Oswaldo Quintana Quintero  | Coronel Valdemar Franklin Quintero |
| Juan David Restrepo   | Cadete Ernesto Quintana Cruz       | Carlos Franklin Cruz               |
| Saín Castro           | Coronel Oscar Fernández Carmona    | General Oscar Peláez Carmona       |
| Yesenia Valencia      | Natalia de Jiménez                 | Helena de Ramírez                  |

### Periodistas y miembros del gobierno
| Actor                        | Personaje ficticio             | Personaje real                 |
| ---------------------------- | ------------------------------ | ------------------------------ |
| Angie Cepeda                 | Regina Parejo                  | Virginia Vallejo               |
| Andrés Aramburo              | Mariano Santana                | Juan Manuel Santos             |
| Andrés Ogilvie               | Andrés Pastrana                | Andrés Pastrana                |
| Armando Gutiérrez            | Yamid Amat                     | Yamid Amat                     |
| Carlos Manuel Vesga          | Carlos Mauro Hoyos             | Carlos Mauro Hoyos             |
| Ernesto Benjumea             | Rodrigo Lara Bonilla           | Rodrigo Lara Bonilla           |
| Fabián Mendoza               | César Gaviria Trujillo         | César Gaviria Trujillo         |
| Marilyn Patiño               | Paula Jaramillo                | Paula Jaramillo                |
| Diana Hoyos                  | Nancy Restrepo de Lara         | Nancy Restrepo de Lara         |
| Felix Antequera              | Ernesto Chacón                 | Enrique Parejo González        |
| Santiago Soto                | Fernando Cano Busquets         | Fernando Cano Busquets         |
| Germán Quintero              | Guillermo Cano Isaza           | Guillermo Cano Isaza           |
| Guillermo Villa              | Alfonso Reyes Echandía         | Alfonso Reyes Echandía         |
| Fabio Restrepo               | Javier Ortiz                   | Jairo Ortega Ramírez           |
| Gustavo Angarita Jr          | Alberto Villamizar Cárdenas    | Alberto Villamizar Cárdenas    |
| Gustavo Ángel                | Fernán Santana                 | Francisco Santos Calderón      |
| Helena Mallarino             | Ana María Busquets de Cano     | Ana María Busquets de Cano     |
| Jacqueline Arenal            | Maruja Pachón de Villamizar    | Maruja Pachón de Villamizar    |
| Jacques Toukhmanian          | Ismael Giraldo                 | Rafael Pardo                   |
| Jaime Barbini                | Silvio De La Cruz              | Belisario Betancur             |
| Jaime Santos                 | Alfonso López Michelsen        | Alfonso López Michelsen        |
| Jorge Emilio Zúñiga          | Ramiro Vargas                  | Virgilio Barco                 |
| Juan Ángel                   | «El Nene»                      | «El Nene»                      |
| Judy Henríquez               | Carmiña Bedoya                 | Marina Montoya                 |
| Liesel Potdevin              | Diana Turbay                   | Diana Turbay                   |
| Liliana González de la Torre | Azucena Liévano                | Azucena Liévano                |
| Luis Fernando Orozco         | Daniel Bedoya                  | Germán Montoya                 |
| Nicolás Montero              | Luis Carlos Galán              | Luis Carlos Galán              |
| Marcela Gallego              | Gloria Pachón de Galán         | Gloria Pachón de Galán         |
| Marcela Valencia             | Beatriz Villamizar de Guerrero | Beatriz Villamizar de Guerrero |
| María Angélica Mallarino     | Nydia Quintero                 | Nydia Quintero                 |
| Pedro Mogollón               | Hernán Santana Castillo        | Hernando Santos Castillo       |
| Pedro Roda                   | Juan Guillermo Cano            | Juan Guillermo Cano            |
| Susana Torres                | Niki Polanía Durán             | María Jimena Duzán             |
| Toto Vega                    | Alonso Santorini               | Alberto Santofimio             |
| Víctor Hugo Morant           | Julio César Turbay             | Julio César Turbay             |
| Víctor Hugo Ruiz             | Fernando Uribe Restrepo        | Fernando Uribe Restrepo        |
| Mauricio Vélez               | Ernesto Samper Pizano          | Ernesto Samper Pizano          |

### Líderes de izquierda, líderes sociales y otros personajes
| Actor              | Personaje ficticio            | Personaje real                |
| ------------------ | ----------------------------- | ----------------------------- |
| Diana Neira        | Yesenia Saldarriaga           | Wendy Chavarriaga Gil         |
| Fabio Rubiano      | Marco Navia Wolff             | Antonio Navarro Wolff         |
| Fernando Corredor  | Padre Rafael Gómez Herrera    | Padre Rafael García Herreros  |
| Orlando Valenzuela | Bernardo Jaramillo Ossa       | Bernardo Jaramillo Ossa       |
| Nacho Hijuelos     | Fayad Dager Jazbún            | Alberto Jubiz Jazbún          |
| Rosmery Cárdenas   | Mariela Barragán de Jaramillo | Mariela Barragán de Jaramillo |
| Tiberio Cruz       | Diego Pizano Leongómez        | Carlos Pizarro Leongómez      |
| Tatiana Rentería   | Ligia Pizano Leongómez        | Nina Pizarro Leongómez        |
| Alejandra Chamorro | María Luna                    | Lina María García             |
| Hernán Cabiativa   | Fabrizzio Romero              | Iván Marino Ospina            |
| Rafael Pedroza     | Leonel Bateman                | Jaime Bateman Cayón           |

## Polémica
El estreno de esta serie desencadenó una serie de polémicas y discusiones en la sociedad colombiana. Sus defensores aseguran que cuenta de manera narrativa los años más violentos en Medellín y que, además, lo que desean es rescatar la memoria histórica de las víctimas. Pero para los críticos es una mera exaltación y publicidad de asesinos y criminales que sólo servirá para debilitar más la imagen de la ciudad y del país.
Otra fuente de discusión es la parcialidad de la serie y la falta de narrativa sobre eventos importantes que tocan a grupos políticos y políticos vivos, como es el caso de la financiación a las campañas de Alfonso López Michelsen y Ernesto Samper por parte de Pablo Escobar, ampliamente relatado por Virginia Vallejo en su libro Amando a Pablo, odiando a Escobar. Otros colombianos mostraron su descontento por medio de las redes sociales, ya que ven este acto como una manifestación de simpatía sobre la vida de este personaje que enlutó a Colombia.
Existe un álbum dedicado a esta serie con los respectivos personajes, bajo la forma de figuritas coleccionables, según un informe de la cadena Caracol Radio, aunque éste dejaría de ser comercializado en Medellín, ya que esto fomentaría la violencia y sería rendirle culto a una época de narcotráfico y violencia, argumento de las autoridades en esta ciudad.

## Premios y nominaciones
| Año  | Premio y edición                                  | Categoría                                                                       | Nominado                           | Resultado |
| ---- | ------------------------------------------------- | ------------------------------------------------------------------------------- | ---------------------------------- | --------- |
| 2012 | People En Español                                 | Mejor Telenovela                                                                | Escobar, el patrón del mal         | Nominada  |
| 2012 | People En Español                                 | Mejor actriz                                                                    | Angie Cepeda                       | Nominada  |
| 2012 | People En Español                                 | Mejor actor                                                                     | Andrés Parra                       | Nominado  |
| 2012 | People En Español                                 | Mejor actor secundario                                                          | Christian Tappan                   | Nominado  |
| 2012 | People En Español                                 | Revelación del año                                                              | Andrés Parra                       | Nominado  |
| 2012 | Premios ACE                                       | Mejor actor                                                                     | Andrés Parra                       | Ganador   |
| 2013 | XXIX Premios India Catalina 23 de febrero de 2013 | Mejor serie o miniserie                                                         | Escobar, el patrón del mal         | Ganadora  |
| 2013 | XXIX Premios India Catalina 23 de febrero de 2013 | Mejor actriz protagónica de serie o miniserie                                   | Cecilia Navia                      | Ganadora  |
| 2013 | XXIX Premios India Catalina 23 de febrero de 2013 | Mejor actor protagónico de serie o miniserie                                    | Andrés Parra                       | Ganador   |
| 2013 | XXIX Premios India Catalina 23 de febrero de 2013 | Mejor actriz de reparto de serie                                                | Vicky Hernández                    | Ganadora  |
| 2013 | XXIX Premios India Catalina 23 de febrero de 2013 | Mejor actor de reparto de serie                                                 | Anderson Ballesteros               | Nominado  |
| 2013 | XXIX Premios India Catalina 23 de febrero de 2013 | Mejor actor de reparto de serie                                                 | Christian Tappan                   | Ganador   |
| 2013 | XXIX Premios India Catalina 23 de febrero de 2013 | Mejor actor de reparto de serie                                                 | Nicolás Montero                    | Nominado  |
| 2013 | XXIX Premios India Catalina 23 de febrero de 2013 | Actriz o actor revelación del año                                               | Hernán Mauricio Ocampo             | Nominado  |
| 2013 | XXIX Premios India Catalina 23 de febrero de 2013 | Mejor adaptación de obra literaria o libreto para telenovela, serie o miniserie | Juan Camilo Ferrand                | Ganador   |
| 2013 | XXIX Premios India Catalina 23 de febrero de 2013 | Mejor director de serie o miniserie                                             | Carlos Moreno y Laura Mora         | Ganadores |
| 2013 | XXIX Premios India Catalina 23 de febrero de 2013 | Mejor banda sonora de serie                                                     | Yuri Buenaventura                  | Ganadora  |
| 2013 | XXIX Premios India Catalina 23 de febrero de 2013 | Mejor edición de serie                                                          | Sandra Rodríguez                   | Ganadora  |
| 2013 | XXIX Premios India Catalina 23 de febrero de 2013 | Mejor fotografía de serie                                                       | Ricardo Torres y Alfredo Ruiz      | Ganadores |
| 2013 | XXIX Premios India Catalina 23 de febrero de 2013 | Mejor arte de serie                                                             | Diego Guarnizo y Germán Lizarralde | Ganadores |
| 2013 | XXII Premios TVyNovelas 13 de abril de 2013       | Mejor serie                                                                     | Escobar, el patrón del mal         | Ganadora  |
| 2013 | XXII Premios TVyNovelas 13 de abril de 2013       | Actriz protagónica de serie favorita                                            | Cecilia Navia                      | Nominada  |
| 2013 | XXII Premios TVyNovelas 13 de abril de 2013       | Actor protagónico de serie favorito                                             | Andrés Parra                       | Ganador   |
| 2013 | XXII Premios TVyNovelas 13 de abril de 2013       | Actriz antagónica de serie favorita                                             | Luces Velásquez                    | Nominada  |
| 2013 | XXII Premios TVyNovelas 13 de abril de 2013       | Actor antagónico de serie favorito                                              | Alejandro Martínez                 | Nominado  |
| 2013 | XXII Premios TVyNovelas 13 de abril de 2013       | Actor antagónico de serie favorito                                              | Ricardo Vélez                      | Nominado  |
| 2013 | XXII Premios TVyNovelas 13 de abril de 2013       | Actriz de reparto de serie favorita                                             | Marcela Gallego                    | Nominada  |
| 2013 | XXII Premios TVyNovelas 13 de abril de 2013       | Actor de reparto de serie favorito                                              | Nicolás Montero                    | Ganador   |
| 2013 | XXII Premios TVyNovelas 13 de abril de 2013       | Actor de reparto de serie favorito                                              | Jimmy Vásquez                      | Nominado  |
| 2013 | XXII Premios TVyNovelas 13 de abril de 2013       | Tema musical o banda sonora de telenovela o serie favorito                      | «La última bala»                   | Nominada  |